# Biserica „Sfântul Dumitru” din Sucleia
Biserica „Sf. Dumitru” este o biserică amplasată în Sucleia, Unitățile Administrativ-Teritoriale din Stînga Nistrului, Republica Moldova. Este un monument arhitectural de importanță națională inclus în Registrul monumentelor Republicii Moldova ocrotite de stat cu nr. 1337 (raionul Slobozia). Datează din jum. I a sec. XIX.